# Габито, Лерма
Лерма Эльмира Булауитан-Габито (англ. Lerma Elmira Bulauitan-Gabito; род. 17 октября 1974, Peñablanca, Долина Кагаян) — филиппинская легкоатлетка, специалистка по прыжкам в длину и бегу на короткие дистанции. Выступала на профессиональном уровне в 1997—2006 годах, обладательница серебряной и бронзовой медалей чемпионатов Азии, чемпионка Игр Юго-Восточной Азии, многократная чемпионка Филиппин, участница двух летних Олимпийских игр.

## Биография
Лерма Булауитан родилась 17 октября 1974 года в муниципалитете Пеньябланка провинции Кагаян, Филиппины.
Первого серьёзного успеха в лёгкой атлетике на международном уровне добилась в сезоне 1997 года, когда вошла в состав филиппинской сборной и выступила на Играх Юго-Восточной Азии в Джакарте, где в зачёте прыжков в длину выиграла бронзовую медаль.
В 1999 году в той же дисциплине стала бронзовой призёркой на Играх Юго-Восточной Азии в Брунее.
В 2000 году в прыжках в длину заняла четвёртое место на чемпионате Азии в Джакарте. Благодаря череде успешных выступлений удостоилась права защищать честь страны на летних Олимпийских играх в Сиднее — участвовала в программе бега на 100 метров, не сумев преодолеть предварительный квалификационный этап.
В 2001 году бежала 100 метров на чемпионате мира в Эдмонтоне, получила серебро в прыжках в длину на Играх Юго-Восточной Азии в Куала-Лумпуре.
В 2002 году на Гран-при Азии в Маниле взяла бронзу в 100-метровом беге, установив при этом свой личный рекорд — 11,61. В прыжках в длину завоевала серебряную награду на чемпионате Азии в Коломбо, уступив только казахстанской прыгунье Елене Кощеевой, стала четвёртой на Азиатских играх в Пусане.
В 2003 году стартовала в 100-метровой дисциплине на чемпионате мира в Париже. В прыжках в длину выиграла бронзовую медаль на домашнем чемпионате Азии в Маниле, серебряную медаль на Афро-Азиатских играх в Хайдарабаде, золотую медаль на Играх Юго-Восточной Азии в Ханое.
В 2004 году на Гран-при Азии в Коломбо установила личный рекорд в прыжках в длину — 6,56 метра, став в итоговом протоколе третьей. Принимала участие в Олимпийских играх в Афинах — на предварительном квалификационном этапе прыгнула на 6,31 метра, чего оказалось недостаточно для выхода в финальную стадию соревнований.
В 2005 году была шестой на чемпионате Азии в Инчхоне. На домашних Играх Юго-Восточной Азии в Маниле финишировала пятой в беге на 100 метров и стала серебряной призёркой в прыжках в длину.
На Азиатских играх 2006 года в Дохе с результатом 5,71 заняла в прыжках в длину 12-е место. По окончании сезона завершила спортивную карьеру.